# Ida McKinley
Pour les articles homonymes, voir McKinley et Saxton.
Ida Saxton McKinley, née le 8 juin 1847 à Canton (Ohio) et morte le 26 mai 1907 dans sa ville natale, en sa qualité d'épouse du 25e président des États-Unis, William McKinley, fut la « première dame » des États-Unis du 4 mars 1897 au 14 septembre 1901.

## Jeunesse et famille
Ida, née à Canton dans l'Ohio est la fille aînée de James Saxton, un important banquier de Canton et de Katherine DeWalt-Saxton. Son grand-père John Saxton avait fondé le Repository, le premier journal de la ville. Bachelière du Brook Hall Seminary, un lycée de Media en Pennsylvanie, Ida est raffinée, charmante et très attirante lorsqu'elle rencontre William McKinley lors d'un pique-nique en 1867. Ils ne se fréquentent cependant qu'après son retour d'Europe en 1869. Alors qu'elle est encore célibataire, elle travaille comme caissier dans la banque de son père, un emploi habituellement réservé aux hommes à cette époque.

## Après l'assassinat de McKinley
William McKinley fut assassiné le 14 septembre 1901. L'opinion générale était qu'Ida n'allait pas survivre longtemps à son mari ; un ami de la famille déclara, alors que la dépouille de William McKinley était exposée, qu'il faudrait préparer un double enterrement. Cela ne fut pas le cas et l'ancienne première dame accompagna son époux dans le cortège funèbre. Leech nota que « le parcours tortueux a été une épreuve cruelle pour la femme qui blottie dans un compartiment du train funéraire, priait le Seigneur de l'emmener auprès de son cher amour ». Elle n'eut pas la force d'assister aux funérailles de Washington ou de Canton mais elle écouta la cérémonie à sa maison de Canton derrière une porte.
Ida resta à Canton jusqu'à la fin de sa vie ; elle installa un autel dans sa maison et se rendait souvent au caveau jusqu'à sa mort le 29 mai 1907, à l'âge de 59 ans. Elle meurt quelques mois seulement avant l'achèvement du mémorial McKinley à Canton, inauguré par le président Roosevelt le 30 septembre 1907.
William, Ida et leurs deux filles y sont inhumées au sommet d'une colline surplombant la ville de Canton.

## Source
- (en) Rae Lindsay, The presidents' first ladies, New York : F. Watts, 1989.  (ISBN 9780531107980)
- (en) Scott Miller, The President and the Assassin, New York, Random House, 2011, 422 p. (ISBN 978-1-4000-6752-7)
- (en) Margaret Leech, In the Days of McKinley, New York, Harper and Brothers, 1959 (OCLC 456809)
- (en) Richard L. McElroy, William McKinley and Our America : A Pictorial History, Canton, Stark County Historical Society, 1996, softcover éd., 209 p. (ISBN 978-0-9634712-1-5)
- (en) H. Wayne Morgan, William McKinley and His America, Kent, The Kent State University Press, 2003, revised éd., 488 p. (ISBN 978-0-87338-765-1, lire en ligne)